# Jarboe
Jarboe La Salle Devereaux, conosciuta principalmente come Jarboe ma anche come Jane Jarboe e the Living Jarboe (New Orleans, 30 gennaio ...), è una cantautrice e tastierista statunitense nota per aver fatto parte del gruppo newyorchese degli Swans.
Di formazione classica entrò nel 1985 negli Swans e rimase fino al 1998 unico membro fisso assieme al frontman Michael Gira. Ha collaborato come vocalista alla realizzazione dell'album The Seer del 2012, edito dopo la reunion del gruppo. Ha pubblicato anche vari album da solista alcuni di questi autoprodotti. Ha realizzato anche la colonna sonora del videogioco horror The Path. 

## Discografia

### Con gli Swans
- Time is Money (Bastard). EP (1985, K.422)
- Greed (1986, K.422)
- A Screw EP (1986, K.422)
- Holy Money (1986, K.422)
- New Mind 12" EP (1987, Product Inc.)
- Children of God (1987, Caroline/Virgin/EMI Records)
- Love Will Tear Us Apart (1988, Product Inc.)
- The Burning World (1989, Uni/MCA Records)
- White Light from the Mouth of Infinity (1991, Young God Records)
- Love of Life (1992, Young God Records)
- The Great Annihilator (1994, Invisible Records, Young God Records)
- Soundtracks for the Blind (1996, Atavistic Records)
- Swans Are Dead (1998, Young God Records)
- The Seer (2012, Young God Records)

### Solista
- Walls Cassette (1984, Public Domain Records)
- Thirteen Masks (1991, SKY Records)
- Red CD single (1991, Jarboe Records 75066)
- Beautiful People Ltd with Lary Seven (1993, Sub Rosa Records 061)
- Warm Liquid Event CD single (1993, Sub Rosa Records 064)
- Sacrificial Cake (1995, Alternative Tentacles 167)
- Anhedoniac (1998, autoprodotto)
- Disburden Disciple (2000)
- Dissected (2002, autoprodotto)
- Process (2004, autoprodotto)
- A Mystery of Faith: Unreleased Pieces - Swans + World of Skin (2004)
- The Men Album CD (2005, Atavistic Records 167)
- The Conduit CD (2005, Atavistic Records 175)
- Mahakali CD (2008, The End Records, Season Of Mist)
- Durga CD (2009, autoprodotto)
- Alchemic CD (2010, Twilight Records)
- Indemnity CD (2011, autoprodotto)
- A Symphony For Shiva Cassette (2013, Destructive Industries)

### Collaborazioni
- World of Skin - Blood, Women, Roses (1987)
- Skin - Shame, Humility, Revenge (1987)
- Skin - Girl Come Out  (1987)
- World of Skin (1988)
- World of Skin - Ten Songs from Another World (1991)
- Ignis Fatuus: Futility Goddess; Cache Toi/Encomium (1998)
- Two Small Bodies : Soundtrack
- Karma: Trance (1998)
- Backworld: Isles of the Blest; Anthems from the Pleasure Park, (1999)
- C17H19NO3: 1692/2092 Soundtrack
- PBK - Life-Sense Revoked, (1996)
- H.I.A.: Thunder Perfect Mind (Gallery Installation, ICA, London)
- The Body Lovers : Number One Of Three, (1998)
- Pfrenz-C: Dopamine Quest, (1999)
- Jarboe/Telecognac - Over CD (2000, Crouton Records 007)
- Thread - In Sweet Sorrow/Abnormal Love (2000)
- Steven Severin - The Woman in the Dunes (2000)
- Neotropic : La Prochaine Fois, (2001)
- Karma : God Is Mine, (2002)
- Blackmouth, (2000)
- Blackmouth: Blackness Bleeding remixes (2000)
- A Perfect Circle - Thirteenth Step (2003, Virgin Records)
- Neurosis & Jarboe - Neurosis & Jarboe (2003, Neurot Recordings)
- Meridiem : A Pleasant Fiction  (2004)
- Kirlian Camera : Invisible Front. 2005 (2004)
- Larsen : Krzykognia DVD (2003)
- Nic Le Ban + Joshua Fraser : The Conduit (2005)
- Nic Le Ban : Knight of Swords / The Beggar (2005)
- Cedric Victor : The End (2006)
- The Sweet Meat Love And Holy Cult
- Byla & Jarboe : "Viscera" (2007, Translation Loss Records)
- Jesu : "Lifeline (Words/Vocals on "Storm Comin' On")" (2007)
- Puscifer : "V" Is for Vagina
- Dark Consort : with Cedric Victor (2008)
- J2 CD (2008, The End Records ) with Justin K. Broadrick
- Alchemic Heart CD (2011, Important Records ) with Vampillia
- Voids : Burial In The Sky/Desert Dawn (2013, Popnhil)